# Европейска партия
Европейската партия (на румънски: Partidul European) е социално-либерална политическа партия в Молдова, основана на 21 ноември 2005 година. Председател на партията е Виорел Гимпу.